# 1477 Bonsdorffia
1477 Bonsdorffia (1938 CC) là một tiểu hành tinh vành đai chính được phát hiện ngày 6 tháng 2 năm 1938 bởi Vaisala, Y. ở Turku.